# Helianthemum violaceum
Helianthemum violaceum (Cav.) Pau ("perdiguera blanca" o "tamarilla") es una especie de flores blancas  perteneciente a la familia de las cistáceas. 

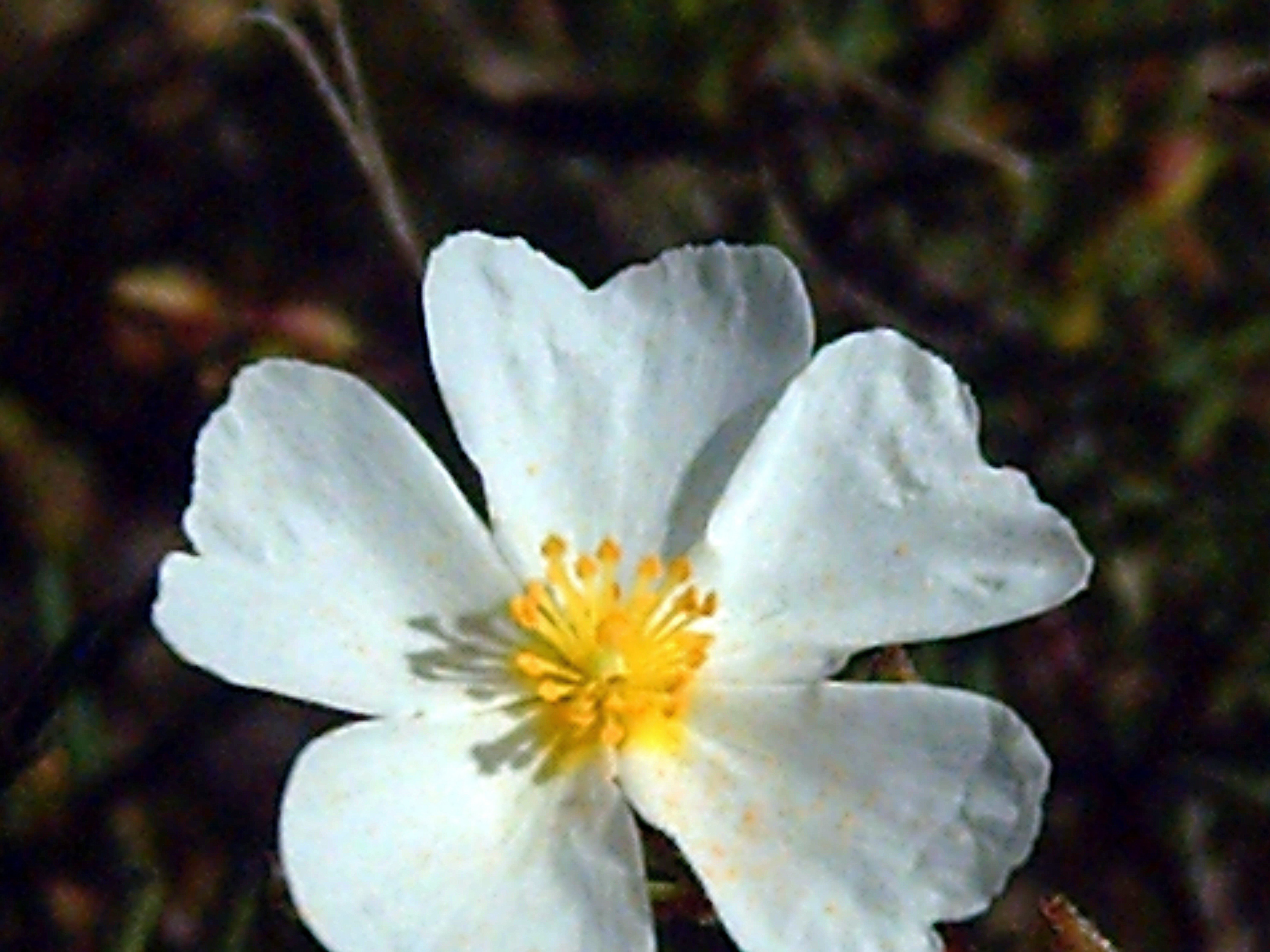
Detalle de la flor

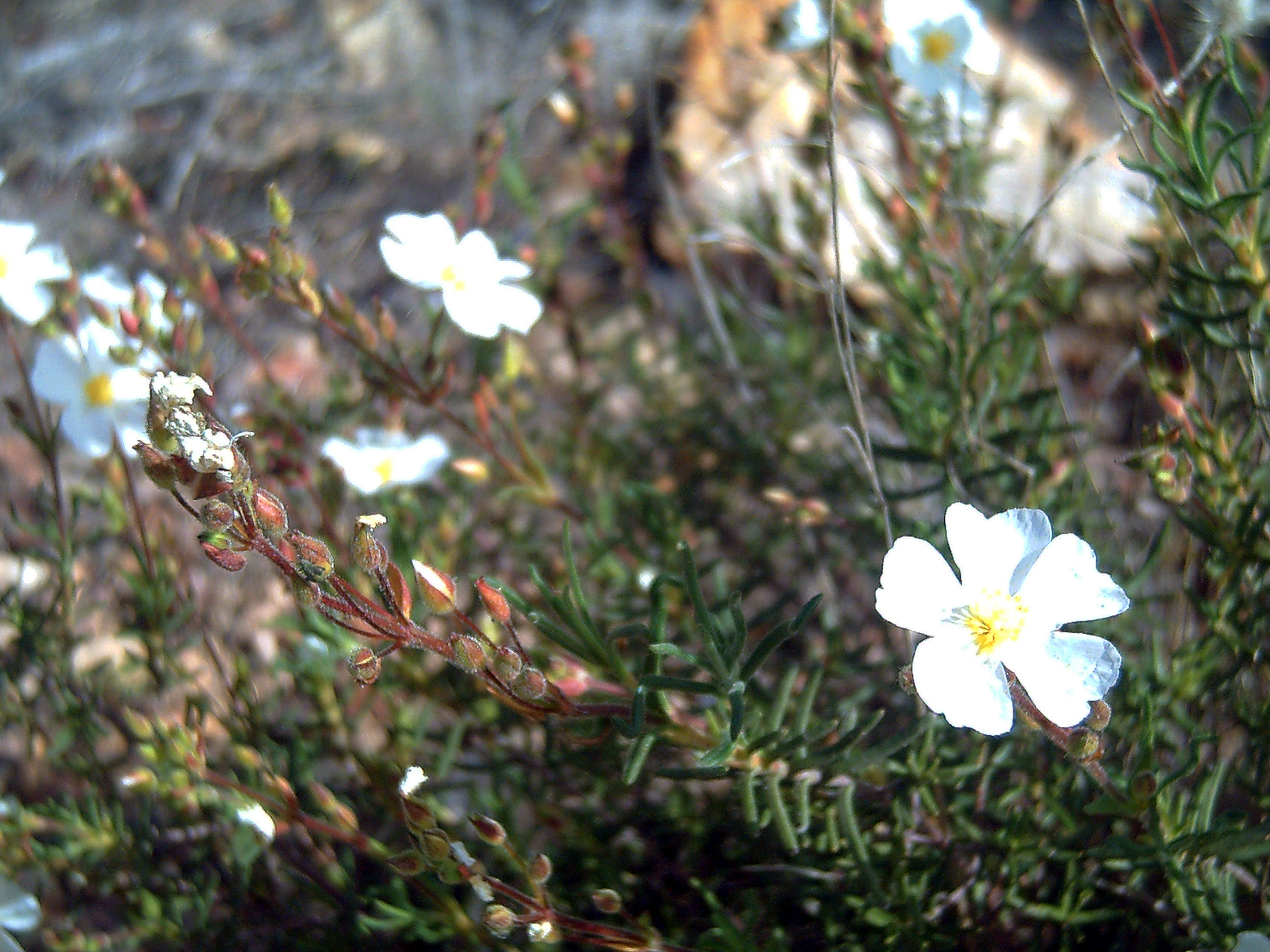
Vista de la planta

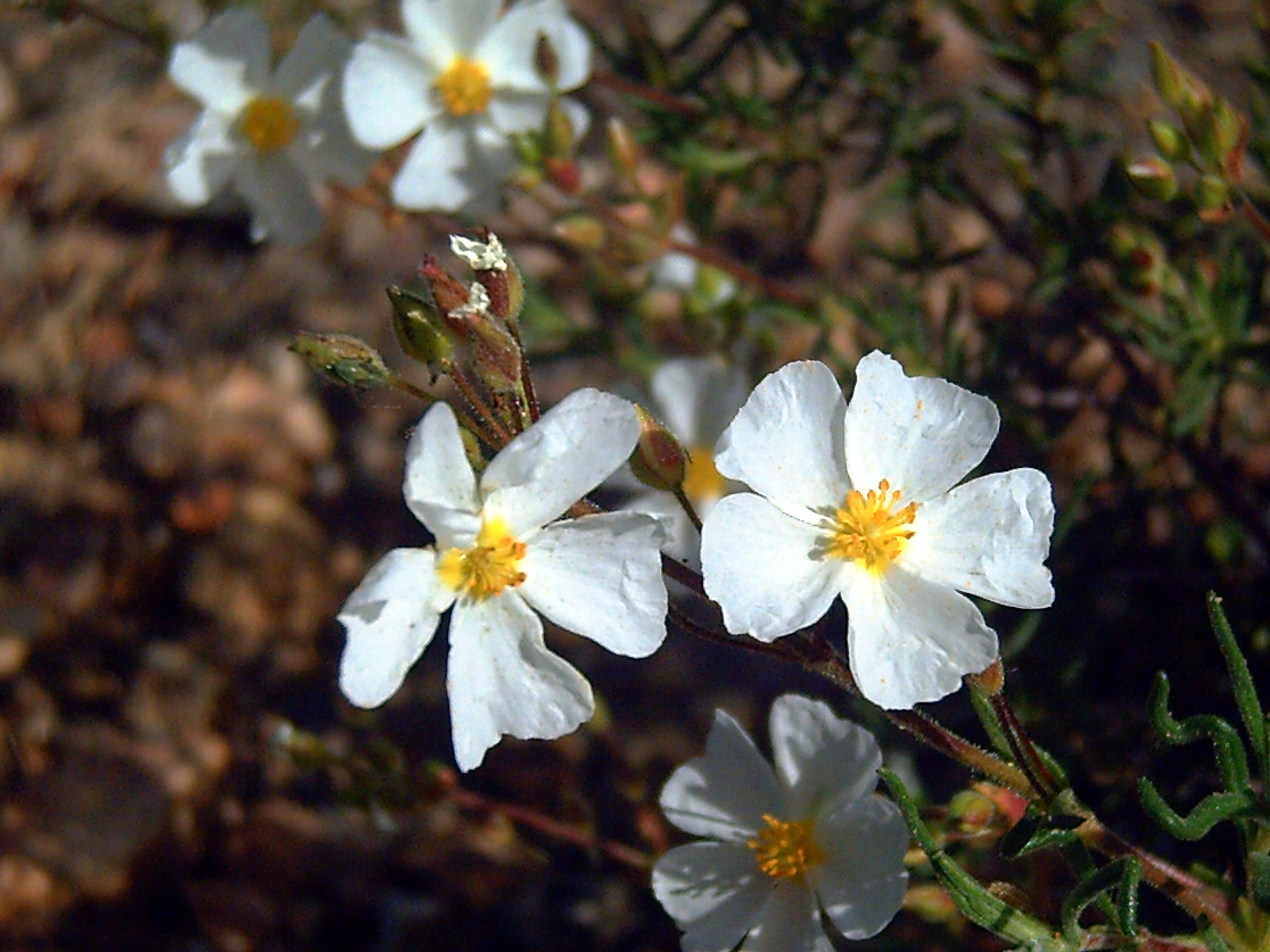
Flores

## Hábitat
Se encuentra en pastizales secos y áreas rocosas del centro y oeste del Mediterráneo. En España, Portugal, y Marruecos.

## Descripción
Las flores de H. violaceum  aparecen de marzo a mayo en la extremidad de tallos que alcanzan los 50 cm de altura. Las flores son pentámeras, de 3 cm, de color blanco con el centro y los estambres de color amarillo. Tiene tres sépalos exteriores pilosos; dos sépalos son muy pequeños; y las flores crecen en grupos de 3 a 10 en una vara. 
Las hojas  son lineales a lanceoladas, de 3 cm de largo, en pares opuestos y están cubiertas de pelos grisáceos a blancuzcos, especialmente en el reverso, y los bordes se enrollan.

## Taxonomía
Helianthemum violaceum fue descrita por (Cav.) Pau y publicado en Synopsis Plantarum 2(1): 78. 1806.
Etimología
Helianthemum: nombre genérico que deriva del griego antiguo  Ἥλιος (Helios), "el Sol" y  ανθεμοζ, ον (anthemos, on), "florecido", pues las flores solo se abren con el calor del sol (necesitan una temperatura superior a 20 °C para desplegar sus pétalos) y tienen un cierto fototropismo positivo. Ciertos nombres vernáculos en castellano, tales como Mirasol, corroborarían esta interpretación. Autores sostienen que su nombre es debido a la semejanza de las flores amarillas con el astro solar; sin embargo muchas especies son blancas, anaranjadas, rosadas o purpúreas, lo que no encuadra con esta interpretación. Otros por el afecto que tendría el género por los sitios soleados...
violaceum: epíteto latíno que significa "de color violeta"
Sinonimia
- Helianthemum violaceum (Cav.) Pers., Syn. Pl. 2: 78 (1806)
- Cistus violaceus Cav., Icon. 2: 38, tab. 147 (1793)
- Helianthemum apenninum subsp. violaceum (Cav.) O. Bolòs & Vigo in Butll. Inst. Catalana Hist. Nat. 38: 80 (1974)
- Helianthemum lineare var. violaceum (Cav.) Rouy in Rev. Sci. Nat. Montpellier ser. 3 3(1): 71 (1883), nom. superfl.
- Helianthemum pilosum subsp. violaceum (Cav.) Borja & Rivas Mart. in Publ. Inst. Biol. Aplicada 42: 117 (1967)
- Helianthemum pilosum var. violaceum (Cav.) Boiss., Voy. Bot. Espagne 2: 70 (1839)
- Helianthemum thymifolium var. violaceum (Cav.) Pau in Font Quer, Iter Marocc. 1927 n.º 413 (1928), in sched.
- Cistus linearis Cav., Icon. 3: 8, tab. 216 (1795)
- Cistus racemosus L., Mant. Pl. 76 (1767)
- Cistus strictus Cav., Icon. 3: 32, tab. 263 fig. 2 (1795-96)
- Helianthemum apenninum var. tomentellum (Willk.) O. Bolòs & Vigo in Butll. Inst. Catalana Hist. Nat. 38: 80 (1974)
- Helianthemum lavandulifolium Mill., Gard. Dict. ed. 8 n.º 13 (1768)
- Helianthemum leptophyllum var. albiflorum Willk.@@ in Oesterr. Bot. Z. 41(3): 87 (1891), p.p.
- Helianthemum leptophyllum var. longifolium Freyn ex Willk.@@, Prodr. Fl. Hispan. 291 (1893), p.p.
- Helianthemum lineare (Cav.) Pers., Syn. Pl. 2: 78 (1806)
- Helianthemum marminorense Alcaraz, Peinado & Mart. Parras, Veg. Sotheast. Spain 373, 374 fig. 587 (1992)
- Helianthemum racemosum (L.) Desf., Tabl. École Bot. 153 (1804)
- Helianthemum strictum (Cav.) Pers., Syn. Pl. 2: 79 (1806)
- Helianthemum strictum var. racemosum (L.) Rouy in Bull. Soc. Bot. France 31: 74 (1884)
- Helianthemum thymifolium var. strictum (Cav.) Pau in Treb. Mus. Ci. Barcelona 12: 360 (1929)
- Helianthemum virgatum var. strictum (Cav.) Ball in J. Linn. Soc. Bot. 16: 347 (1877)
- Helianthemum apenninum raza pilosum sensu Samp.
- Helianthemum apenninum subsp. pilosum sensu O. Bolòs & Vigo , non (L.) P. Fourn.
- Helianthemum apenninum var. pilosum auct.
- Helianthemum leptophyllum sensu O. Bolòs & Vigo
- Helianthemum pilosum auct.@ , non (L.) Mill.
- Helianthemum polifolium subsp. pilosum sensu Cadevall , non (L.) Cadevall
- Helianthemum thymifolium var. pilosum auct.[3]

## Subespecies y variedades
- Helianthemum violaceum (Cav.) Pau var. arabinianum J.L.Solanas Ferrándiz & M.B.Crespo -- in Sarrià, 1: 35 (1998–99 publ. 1999). (IK)
- Helianthemum violaceum (Cav.) Pau subsp. subobtusatum (Maire) I.Soriano -- Lagascalia 18(2): 240 (1996):. (IK)

## Nombre común
En español se la conoce como "tamarilla", "jarilla", "perdiguera", "zamarrilla", "zamarrilla negra" y "zaramilla".